# Micheál Mac Liammóir
Alfred Willmore (25 octobre 1899 - 6 mars 1978), connu sous le nom de Micheál Mac Liammóir, est un acteur, dramaturge, impresario, écrivain, poète et peintre irlandais d'origine britannique. 
Micheál Mac Liammóir a cofondé le Gate Theatre avec son partenaire Hilton Edwards. Il est l'une des figures les plus reconnaissables de l'art en Irlande au XXe siècle. 

## Biographie
Mac Liammóir est né dans une famille protestante vivant dans le quartier Kensal Green de Londres. 
En tant qu'Alfred Willmore, il était l'un des principaux acteurs enfants sur la scène anglaise, en compagnie de Noël Coward. Il est apparu pendant plusieurs saisons dans la pièce Peter Pan. Il a aussi étudié la peinture à Slade School of Fine Art à Londres, en continuant à peindre tout au long de sa vie.
Dans les années 1920, il a voyagé dans toute l'Europe. Willmore a été fasciné par la culture irlandaise: il a appris l'irlandais qu'il parlait et écrivait couramment et a choisi un pseudonyme irlandais, se présentant en Irlande comme un descendant des catholiques irlandais de Cork. Plus tard dans sa vie, il a écrit trois autobiographies en irlandais et les a traduites en anglais.
Mac Liammóir et son frère Edwards sont enterrés l'un à côté de l'autre au cimetière de St. Fintan, Sutton à Dublin.

### Hommage
La vie et le développement artistique de Mac Liammóir font l'objet d'une étude importante de Tom Madden, The Making of an Artist. Edwards et Mac Liammóir ont fait l'objet d'une biographie, intitulée The Boys de Christopher Fitz-Simon. La pièce Gates of Gold de Frank McGuinness est également un hommage à Edwards et Mack Liammuar.

## Carrière
Alors qu'il travaillait en Irlande avec la compagnie de tournée de son beau-frère Anew MacMaster, Mac Liammóir a rencontré un homme qui allait devenir son partenaire et amant, Hilton Edwards. Leur première rencontre a eu lieu à l'Athénée, Enniscorthy, comté de Wexford. Décidant de rester à Dublin, où ils vivaient à Harcourt Terrace, le couple a aidé à la production inaugurale du théâtre de langue irlandaise de Galway, An Taibhdhearc; la pièce était la version de Mac Liammóir de The Pursuit of Diarmuid and Gráinne, dans laquelle Mac Liammóir jouait le rôle principal de Diarmuid Ua Duibhne.
Mac Liammóir et Hilton Edwards se sont ensuite lancés dans leur propre entreprise, en co-fondant le Gate Theatre de Dublin en 1928. Gate Theatre est devenu une vitrine pour les pièces de théâtre et le design modernes (bien que Mac Liammóir ait continué à s'impliquer par la mythologie celtique). Les tenues et costumes de Mac Liammóir ont été les éléments principaux du succès de Gate Theatre. Parmi ses nombreux rôles célèbres, dont Robert Emmet / Le Président dans The Old Lady Says "No!" de Denis Johnston  et le rôle-titre dans Hamlet.
En 1948, il est apparu dans la production télévisée NBC de Great Catherine avec Gertrude Lawrence . En 1951, lors d'une pause dans la création d'Othello, Mac Liammóir produit le Return to Glennascaul, une histoire fantôme d'Orson Welles, dirigée par Hilton Edwards. Il a joué Iago dans la version cinématographique d'Othello de Welles (1951). Son Iago est inhabituel car Mac Liammóir avait environ cinquante ans (et avait l'air plus âgé) quand il a joué le rôle, tandis que la pièce donne à Iago 28 ans. Peut-être était-ce dû à l'interprétation supposée de Welles - il voulait que Iago soit joué comme un "impuissant" plus âgé, dévoré par la jalousie du jeune Othello. L'année suivante, il joue le rôle de pauvre Tom dans le film de Welles King Lear (1953) pour la CBS.
Mac Liammóir a écrit et dirigé le one-man show intitulée The Importance of Being Oscar, basée sur la vie et le travail d'Oscar Wilde. En décembre 1964, la production de RTÉ One lui a offert le prix Jacob's Award. The Importance of Being Oscar a ensuite été filmé par la BBC avec Mac Liammóir jouant ce rôle.
Il a raconté le film de 1963 Tom Jones et était le conteur irlandais dans 30 Is a Dangerous Age, Cynthia (1968) avec Dudley Moore.
En 1969, il a joué un rôle de soutien dans La Lettre du Kremlin de John Huston.
En 1970, Liammóir a joué le rôle de narrateur sur l'album culte Peace on Earth du showband nord-irlandais The Freshmen et en 1971, il a joué le professeur d'élocution dans What's the Matter with Helen? de Curtis Harrington.

## Relation avec Edwards et héritage
L'universitaire Éibhear Walshe de l'University College Cork note que Mac Liammóir et Edwards ne se sont jamais identifiés comme gays car "le discours culturel irlandais n'adapte tout simplement aucune identité sexuelle publique en dehors du consensus hétérosexuel", notant que la société irlandaise à l'époque n'a été enregistrée que communautés et cultures lesbiennes et gays « dans les casiers judiciaires, les poursuites engagées contre des hommes pour des activités homosexuelles ou les dossiers médicaux d'incarcérations institutionnelles d'hommes et de femmes pour maladie mentale d'inversion ».
Cependant, ils étaient des éléments importants sur la scène sociale de Dublin et, comme le note Walshe ailleurs, « MacLiammóir [sic] et son partenaire Edwards ont survécu, et ont même prospéré, en tant que seul couple gay visible d'Irlande ». Walshe poursuit en disant que « lorsque MacLiammóir est décédé en 1978, le président de l'Irlande a assisté à ses funérailles, tout comme le taoiseach et plusieurs ministres du gouvernement, tandis que Hilton Edwards a été ouvertement différé et exprimé ses condoléances [avec] comme l'endeuillé principal ».
International Dublin Gay Theatre Festival présente un prix de Meilleur Acteur en son nom.

## Livres
| - Put Money In Thy Purse - Each Actor On His Ass - Ceo Meala Lá Seaca - Enter A Goldfish - All For Hecuba | - Oícheanna Sidhe - Lá agus Oíche - Aisteoirí Faoi Dhá Sholas - Theatre in Ireland - Ireland | - Bláth agus Taibhse - An Oscar Of No Importance - W.B.Yeats and his world, avec Eavan Boland |

## Pièces de théâtre
- Diarmuid and Grainne / Diarmuid agus Gráinne
- Ill Met By Moonlight
- Oíche Bealtaine
- The Mountains Look Different
- Where Stars Walk

- The Importance of Being Oscar (One-man show)
- I Must Be Talking To My Friends (One-man show)
- Talking About Yeat

## Filmographie
| Année | Titre                            | Rôle              | Remarques                |
| ----- | -------------------------------- | ----------------- | ------------------------ |
| 1914  | Enoch Arden                      |                   |                          |
| 1915  | Le petit ministre                | Micah Dow         |                          |
| 1916  | Comin 'Thro' the Rye             |                   |                          |
| 1924  | Terre de ses pères               |                   |                          |
| 1951  | Othello                          | Iago              |                          |
| 1963  | Tom Jones                        | Narrateur         | Voix                     |
| 1968  | 30 est un âge dangereux, Cynthia | Conteur irlandais |                          |
| 1970  | La lettre du Kremlin             | Sweet Alice       |                          |
| 1971  | Quel est le problème avec Helen? | Hamilton Starr    | (dernier rôle au cinéma) |